# Даница Милошевић
Даница Милошевић (Шабац, 11. април 1924 – Београд, 6. април 2018) била је преводилац и професорка француског језика. У преводима, служила се и псеудонимом Милош Данић.

## Биографски подаци
Основну школу и гимназију је завршила у Београду, матурирала 1942. Током рата је похађала Музичку академију - драмски одсек. Дипломирала је 1952. на Филозофском факултету на одсеку за романистику (француски језик и књижевност). Више пута је боравила на усавршавању у Француској, а од 1966. до 1969. била је у Паризу као стипендиста француске владе.

Од 1937. до рата учествовалаје у дечијим емисијама Радио Београда, а од 1946. до 1954. ради као новинар у Радио Београду и Радио Југославији. Од 1956. до 1960. је била библиотекар на Семинару за светску књижевност Филозофског факултета. Од 1960. до пензионисања 1989. предавала је француски језик на Коларчевом народном универзитету. Уводила је најсавременије методе у учење страног језика. Од 1976. до 1981, у оквиру програма међународне размене, била је лектор за српскохрватски језик на Универзитету у Поатјеу у Француској, где је окупила преко 200 студената.
Њен син је проф. универзитета Душко Витас.

## Преводилачки рад
У промењеној атмосфери у култури, у другој половини педесетих година, Дана Милошевић се јавља са првим преводима у НИН-у и „Делу“, где објављује преводе текстова из Бартових Митологика, Биторовог Балзака, затим Луја Арагона, Рејмона Кеноа, Ива Бонфоа и друге.
 
У њеном богатом и разноврсном преводилачком опусу се налазе дела из теорије књижевности, филозофије, историје, савремене француске књижевности, дечије литературе али и ремек-дела еротске књижевности (под псеудонимом Милош Данић).

## Важнији преводи
- Гаетан Пикон: Писац и његова сенка, Култура, Београд, 1965.
- Шарл де Гол: Ратни мемоари (књ. 2), Јединство: 1942-1944, Просвета, Београд, 1968 (са Љубомиром Христићем)
- Маркиз де Сад: Филозофија у будоару, Просвета, Београд, 1980.
- Гијом Аполинер: Једанаест хиљада буздована и Подвизи једног младог Дон Жуана, Просвета, Београд, 1980.
- Пјер Луис: Блудне кћери, Просвета, Београд, 1982.
- Сизан де Моранси: Илирин илити погибељи којима неискуство води, Просвета Београд, 1984.
- Андре Лероа-Гуран: Праисторијски ловци, Нолит, Београд, 1987.
- Алфонс Доде: Необични доживљаји Тартарена Тарасконца, Просвета, Београд 1987.
- Патрик Модијано: Изгубљени крај, Нолит, Београд, 1989.
- Жорж Миноа: Историја старости од Антике до Ренесансе, Издавачка књижарница Зорана Стојановића, Сремски Карловци, 1994.
- Милан Кундера: Успоравање, Народна књига, Београд, 1995.
- Фернандо Арабал: Уморитељка из зимске баште, Народна књига-Алфа, Београд, 1995.
- Патрик Бесон: Лењивица, Паидеја, Београд, 1998.
- Емануел Левинас: Неколико рефлексија о филозофији хитлеризма, ДИП "Филип Вишњић", Београд, 2000.
- Марк Леви: А ако је то ипак било истина..., Плато, Београд, 2004.
- Мишел Онфре: Атеолошка расправа: физика метафизике, Рад, Београд, 2005.
- Ежен Јонеско: Лудило удвоје, Паидеја, Београд, 2008.

## Награде и признања
- Повеља Удружења књижевних преводилаца СР Србије поводом 25 година постојања за истрајно, предано и плодотворно делање на унапређивању преводилаштва и остваривању задатака Удружења, 1976.
- Златна значка Културно-просветне заједнице Србије за несебичан, предан и дуготрајан рад и стваралачки допринос у ширењу културе, 1998.
- Награда за животно дело Удружења књижевних преводилаца Србије, 1999.
- Плакета за изванредне заслуге у програмској делатности Коларчеве задужбине, 2006.
- Носилац посебног признања уметницима за врхунски допринос националној култури у Републици Србији, „Службени гласник РС", бр. 114/2007 и 16/2015.